# دگوئلین
دگوئلین (به انگلیسی: Deguelin) با فرمول شیمیایی C23H22O6 یک ترکیب شیمیایی است. که جرم مولی آن ۳۹۴٫۴۲ گرم بر مول می‌باشد. 